# Фёдорова, Мария Владиславовна
Мария Владиславовна Фёдорова (22 июня, 1952, Москва) — советская и российская художница, художник-график, художник по костюмам

, искусствовед. Заслуженный художник РФ (2000), член-корреспондент Российской академии художеств (2012), член Союза художников (1978), Союза театральных деятелей (2007).
Автор серий графических произведений.
Автор костюмов для ансамбля «Русская песня», Государственного ансамбля танца России, Государственного эстрадного оркестра РСФСР.
Автор-составитель альбомов, куратор выставок и автор статей о творчестве мастеров московской школы живописи: Веры Фаворской, Ивана Чекмазова, Александра Осипова, Тамары Осиповой, Владислава Фёдорова.

## Биография
Дед — Осипов Александр Ефимович (06.06.1892—1981), художник-живописец
Отец — Фёдоров Владислав Георгиевич (02.06.1924—13.11.1993), художник-живописец
Мать — Осипова Тамара Александровна (08.06.1924—12.05.1989), художник-живописец
Муж — Юрий Ильин, актёр театра и кино
Сын — Даниил Фёдоров, художник-живописец
Первая работа — иллюстрации в книге К. Чуковского «Закаляка» (1957)
С 1967 по 1977 год занималась живописью у В. В. Фаворской. В 1974 году окончила Московский текстильный институт, факультет прикладного искусства, училась у Ф. В. Антонова. Дипломную работу выполнила в Общесоюзном Доме моделей одежды под руководством В. М. Зайцева. С 1974 по 1983 год работала в ОДМО (Общесоюзном Доме моделей одежды). В 1978 году вступила в Союз художников СССР. С 1982 года создаёт костюмы для ансамбля «Русская песня» под руководством Надежды Бабкиной. С 1984 года создает станковые графические серии картин. С 1994 года совместно с сыном, Даниилом Фёдоровым, проводит мероприятия в рамках проекта «Живописный век. Искусство династии Осиповых — Фёдоровых».

## Произведения
Станковые графические циклы: «Ярмарка», «Скоморохи», «Птицы Сирин», «Сказочные звери», «Города», «Цыганки», «Рабочие и колхозницы», «Ветры тридцатых».
Об изобразительном искусстве Фёдоровой писали академики А. В. Толстой и Т. А. Кочемасова, доктор искусствоведения Карла Биланг (Германия)
«Мария Фёдорова унаследовала не только очень важную и большую традицию русской сценографии, но и другую, не менее ценную и богатую традицию — московской школы станковой живописи».
```
                                         Андрей Владимирович Толстой, доктор искусствоведения
```

«Мир творчества Марии Фёдоровой формируется в пространстве синтеза искусств и диалога культур».
```
                                        Татьяна Александровна Кочемасова, кандидат искусствоведения
```

## Персональные выставки[3]
- 1987 — Миннефтегазстрой (Москва)
- 1988 — ГЦКЗ «Россия» (Москва)
- 1991 — Посольство Мексики (Москва)
- 1994 — Галерея «East» (Лавлэнд, США)
- 1995 — Российский культурный центр (Брюссель, Бельгия)
- 1997 — Посольство Италии (Москва)
- 1997 — «NB-gallery» (Москва)
- 2010 — «Силуэты времени» (Москва)
- 2012 — «Грани творчества». Российская Академия художеств (Москва)
- 2015 — «Картина костюма» Марии Федоровой". Государственный центральный театральный музей имени А. А. Бахрушина (Москва)[1][4]

## Выставки династии художников Осиповых — Фёдоровых
- 1994, 1995, 1999 — (Москва)
- 1995, 1997, 1998, 1999, 2000 — (США)
- 1999 — Российский фонд культуры (Москва)
- 2002 — Российский культурный центр (Вашингтон, США)
- 2015 — Российский центр науки и культуры (Париж, Франция)[5]
- 2015 — Галерея «Вересов» (Москва)

## Выставки членов Отделения театрально- и кинодекорационного искусства РАХ
- 2014 — «13». Музейно-выставочный комплекс Российской академии художеств
- 2016 — «Второе дыхание». Музейно-выставочный комплекс Российской академии художеств

## Произведения Марии Фёдоровой в музейных собраниях[3]
Государственная Третьяковская галерея
Московский музей современного искусства
Тульский музей изобразительных искусств
Всероссийское музейное объединение музыкальной культуры имени Глинки
Государственный центральный театральный музей имени А. А. Бахрушина
Музей Большого театра
Музей Мирового океана (Калининград)
Музей изобразительных искусств (Пекин, Китай)

## Награды
- 1986 — Серебряная медаль ВДНХ «За достигнутые успехи в развитии народного хозяйства СССР»
- 2012 — медаль Московского Союза художников «За вклад в развитие изобразительного искусства»
- 2012 — Серебряная медаль Союза художников России «Духовность, традиции, мастерство»
- 2013 — медаль «Достойному» Российской Академии художеств[3]
- 2014 — Золотая медаль Российской Академии художеств[3]
- 2016 — Благодарность Российской Академии художеств[3]
- 2017 — Почётная грамота Президента Российской Федерации — за большие заслуги в развитии отечественной культуры и искусства, многолетнюю плодотворную деятельность[6].